# Herbert Baumann (Bildhauer)

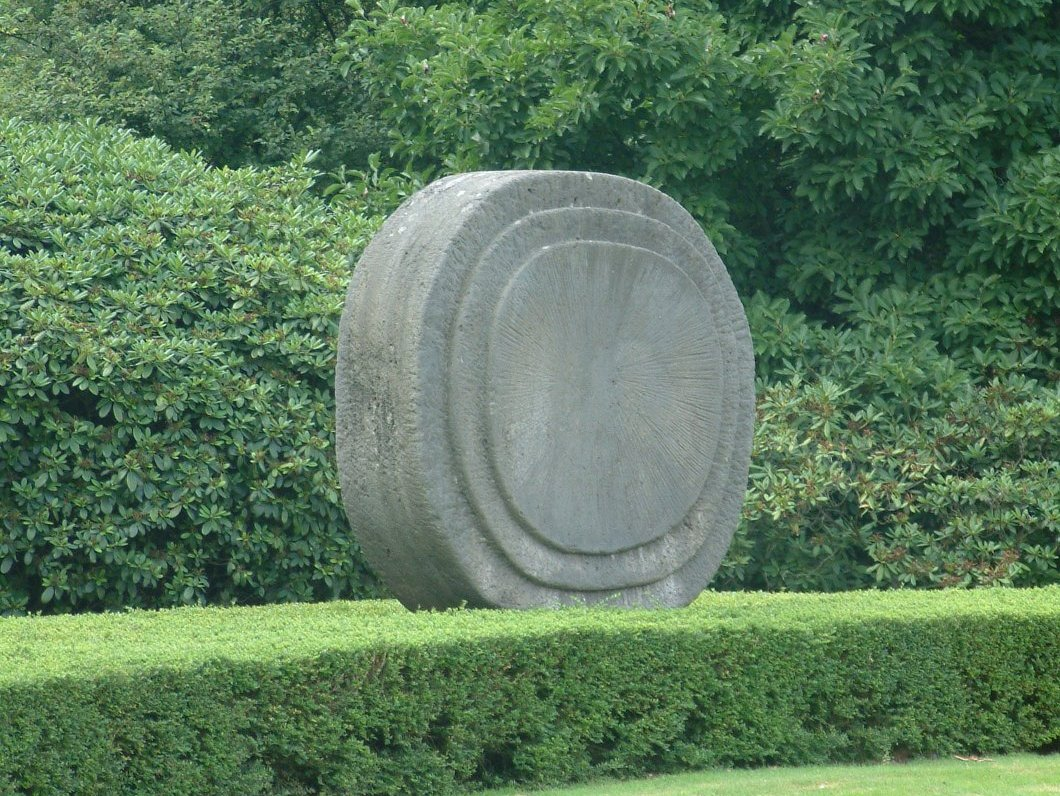
Sonnenscheibe (1961), entstand während des ersten bundesdeutschen Bildhauersymposions (heute Eindhoven)

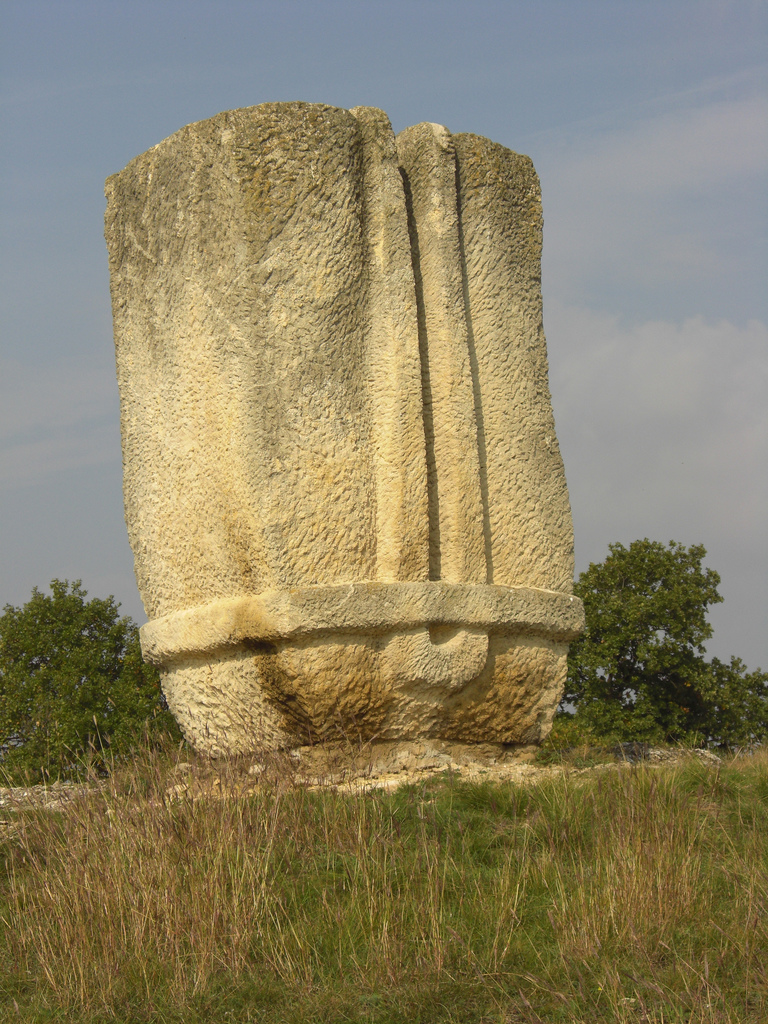
Ohne Titel (1964), Sankt Margarethen im Burgenland

Herbert Baumann (* 4. Januar 1927 in Blumberg; † 22. Mai 1990 in Stuttgart) war ein deutscher Bildhauer und Hochschullehrer.

## Leben und Werk
Baumann begann seine Ausbildung 1948–1950 bei dem Bildhauer Walter Schelenz an der Kunsthandwerkschule in Bonndorf im Schwarzwald. 1950–1952 folgte eine Ausbildung zum Steinmetz, und 1952–1955 studierte er Bildhauerei an der Staatlichen Akademie der Bildenden Künste Stuttgart. 1955 verbrachte er ein Jahr als Praktikant in Paris. 1956–1959 studierte er bei Karl Hartung an der Hochschule für bildende Künste Berlin. 1963 besuchte er Japan. Zum Sommersemester 1965 wurde er als Professor für Bildhauerei (Nachfolge Otto Baum) an die Stuttgarter Akademie berufen, wo er bis zu seinem Tod tätig blieb. 1966 erhielt Baumann den Wilhelm-Lehmbruck-Förderpreis der Stadt Duisburg.

## Teilnahme an Bildhauer-Symposien (Auswahl)
1960 wurde Baumann von Karl Prantl zum 2. Symposion Europäischer Bildhauer in Sankt Margarethen im Burgenland eingeladen und 1961 nahm er am ersten bundesdeutschen Bildhauersymposium, dem Bildhauersymposion Kaisersteinbruch, in Gaubüttelbrunn in einem Muschelkalkstein-Bruch in Unterfranken teil.
Zusammen mit Karl Prantl, Erich Reischke, Gerson Fehrenbach, Yasuo Mizui und anderen nahm er am so genannten Mauer-Symposium teil, dem Symposion europäischer Bildhauer 1961–1963 im Berliner Tiergarten, das als Demonstration gegen den Bau der Berliner Mauer ausgerichtet wurde. Das Symposium erhielt später den Deutschen Kritikerpreis.
1964 nahm er mit Karl Prantl, Morice Lipsi und Hiromi Akiyama am Bildhauersymposion Vyšné Ružbachy in Vyšné Ružbachy in der Slowakei teil. Im Sommer 1974 beteiligte er sich zusammen mit einigen seiner Studenten sowie Studenten der Bildhauerklasse Rudolf Hoflehner an einem Symposion, das die Bildhauerabteilung der Staatlichen Akademie der Bildenden Künste Stuttgart auf Einladung der Stadt Leonberg auf der Leonberger Heide durchführte. „Sinn der Veranstaltung war, den jungen Bildhauern Gelegenheit zu geben, im Naturraum in größeren Dimensionen ihre Ideen zu realisieren, wobei der Entstehungsprozeß der Arbeiten in Materialien wie Stein, Holz, Beton, Kunststoff und Erde von der Öffentlichkeit direkt miterlebt werden konnte.“ Nach Abschluss des Symposions, der ersten Veranstaltung dieser Art, die in der Bundesrepublik von einer Kunsthochschule ausging, erschien eine Dokumentation, welche die Arbeiten aller Teilnehmer vorstellte. Beteiligt waren neben Herbert Baumann und Otto Baral (technischer Lehrer für Bildhauerei) die Studenten Ivo Bay Müller, Utz Brocksieper, Karl Ciesluk, Rainer Hantschke, Gerhard von Harpe, Michael W. Huber, Roger Krötz, Reinhard Scherer und Caspar Warnecke. Die verbliebenen Kunstwerke wurden im Laufe der Zeit, so bereits während des Deutschen Herbstes 1977, beschädigt oder gar zerstört, zuletzt noch im Jahre 2002 die begehbare Betonplastik von Roger Krötz. Die monumentale Kunststoff-Plastik „Komponenten“ von Utz Brocksieper stand noch, nachdem sie 1977 mit politischen Parolen beschriftet worden war, bis weit ins erste Jahrzehnt des 21. Jahrhunderts an repräsentativer Stelle auf dem Akademiegelände am Weißenhof. Seit 2007 befindet sie sich in ständiger Ausstellung im Skulpturenpark „kulturforum Pampin“, in Mecklenburg-Vorpommern.

## Werke (Auswahl)
- 1961 – Sonnenscheibe, Sammlung Evoluon in Eindhoven
- 1961/62 – Sonne, Thielpark in Berlin-Dahlem
- 1964 – Ohne Titel, Sankt Margarethen im Burgenland
- 1988 – Ohne Titel, Skulpturenweg Kunstwegen in Nordhorn-Frenswegen